# Венереум

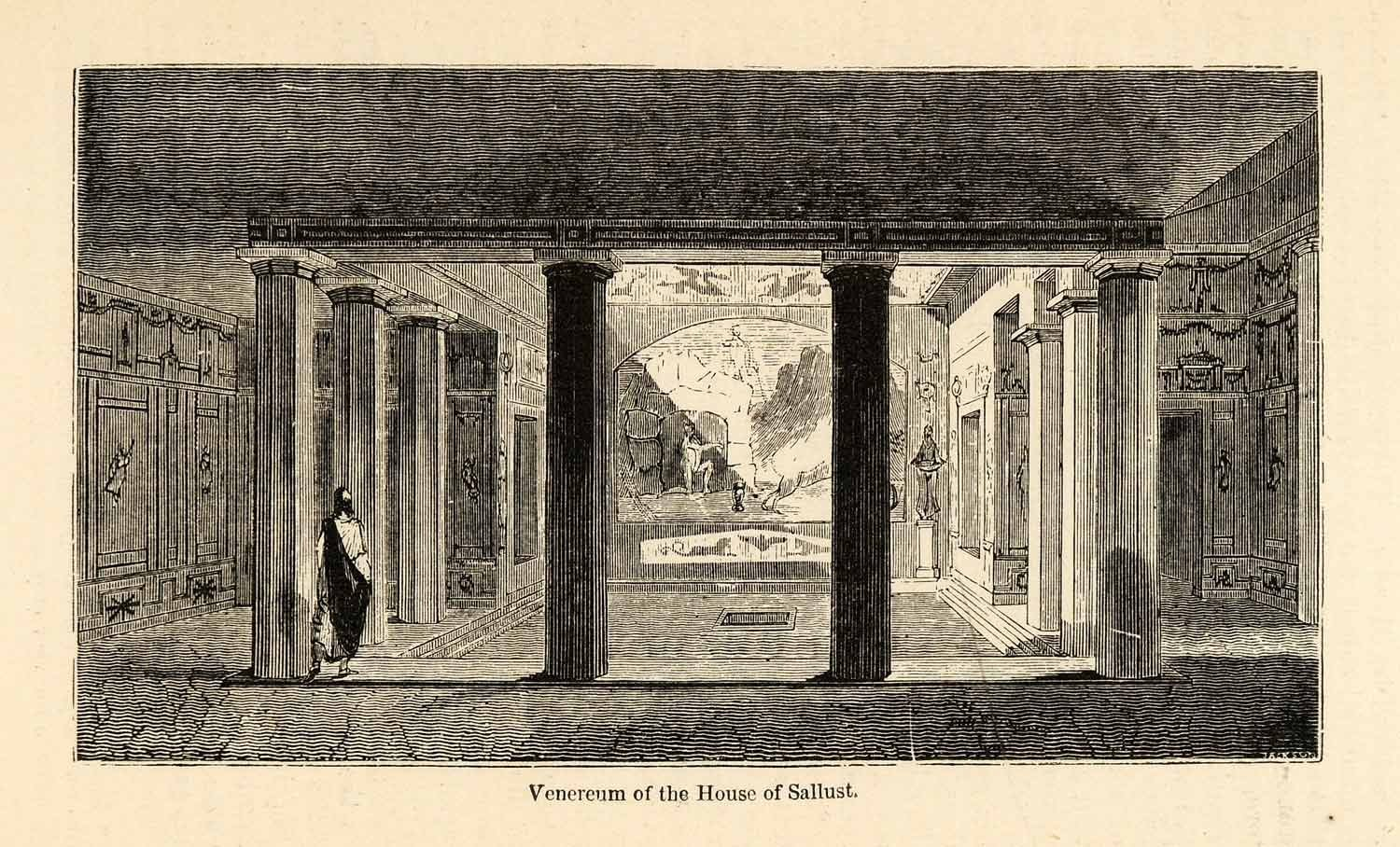
Венереум у «Будинку Саллюста», Помпеї. Малюнок 1871

Вене́реум (лат. venereum, досл. «Венерине місце», від Venus) — тип давньоримських будов, що спеціально призначалися для любовних втіх.
Їх слід відрізняти від будинків розпусти (лупанаріїв) — там пропонували не повій, а лише місце для сексуальних відносин. Два венереуми знайдено на розкопках Помпей: один в «Будинку Юлії Щасливої», другий — у «Будинку Саллюста». Останній мав сад і включав кілька окремих приміщень — спальню, трикліній і ларарій.
Напис у «Будинку Юлії Щасливої» говорить: «у садибі Юлії Щасливої… венереум… здається внайми протягом на п'ять років, на термін 6–1 днів до серпневих ід» (7–12 серпня). Поруч присутня абревіатура SQDLENC, яку можна розшифрувати як «Si quis domi lenocinium exerceat ne conducito» («Держателям публічних будинків прохання не турбувати»).
Стіни приміщень венереуму могли покривати малюнки досить непристойного змісту, деякі з еротичних малюнків з Помпей можна побачити в Національному археологічному музею Неаполя.